# هذه بشارة
«هذه بِشَارَة» (بالإنجليزية: This Is Gospel)‏ هي أغنية لفرقة الروك الأمريكية بانيك! آت ذا ديسكو. صدرت كثاني أغنية منفردة من ألبوم الاستوديو الرابع للفرقة «غريب جدا ليعيش، نادر جدا ليموت!» يوم 12 غشت 2013. صدر أيضا فيديو موسيقي للأغنية من إخراج Daniel Cloud Campos في نفس اليوم. بلغت الرتبة 87 في لائحة بيلبورد هوت 100 للأغاني المنفردة.

## تاريخ الإصدار
| البلد            | التاريخ       | الصيغة     | شركة الإنتاج                 |
| ---------------- | ------------- | ---------- | ---------------------------- |
| الولايات المتحدة | 12 غشت 2013   | تحميل رقمي | DCD2 Records، فيولد باي رامن |
| الولايات المتحدة | 4 فبراير 2014 | راديو بديل | DCD2 Records، فيولد باي رامن |